# La Parodia
La Parodia fue un programa de la televisión mexicana producido por Carla Estrada y Reynaldo López, emitido por la empresa Televisa a través de su primera cadena nacional el Canal de Las Estrellas.
Luego de casi 11 años sin transmitirse, regresó a la televisión el 16 de julio de 2018, sustituyendo a El privilegio de mandar, con el mismo elenco que tuvo este programa en su segunda temporada y producido por Reynaldo López. En febrero de 2019, se anunció que regresaría con una nueva temporada en donde se hará más parodias como: Roma, Pequeños Gigantes, Mi marido tiene familia, entre otros.
Este programa hace parodia a la cultura mexicana, la política, la televisión, incluso a su competencia TV Azteca. Uno de los segmentos más populares fue Luis Miguel: La Parodia, una parodia de Luis Miguel: La Serie emitida por Netflix.
En 2020, estrenó una nueva temporada llamada La Parodia a Domicilio, iniciando con un homenaje a Héctor Suárez. Esta temporada solo tuvo tres episodios y fue retirado de la programación debido a la baja audiencia y por la mala calidad de los guiones.

## Segmentos

### Polecías
Es una parodia de la serie de televisión estadounidense COPS. Protagonizada por Freddy y German Ortega, y en algunas por Herson Andrade y Angelica Vale. Los polecías pasean durante la madrugada en la Ciudad de México en busca de criminales, pero como no son muy buenos, terminan fracasando en la mayoría de los casos. Su tema de apertura ("Chico Malo"), es una parodia de "Bad Boys", tema de la banda de reggae Inner Circle y tema inicial de COPS.

### Atrás de La Verdad de Cara Matricia Pastañeda
Es una parodia de Tras La Verdad, de Mara Patricia Castañeda, emitida por el Canal de Las Estrellas.

### El Crimen del Padre Amargo
Es una Parodia de la Película de El Crimen del Padre Amaro de Gael García Bernal

### Mala Nacha... No!
Es una parodia de Mala Noche... No! de la conductora de Verónica Castro y sus invitados.

### Mujer, Casos de la Vida Irreal
Es una parodia de Mujer, Casos de la Vida Real de Silvia Pinal hechos reales.

### Otro Yoyo
Es una parodia de Otro Rollo del conductor Adal Ramones en Canal 5.

### El Flaco y La Gorda
Es una parodia del programa de televisión el gordo y la flaca en Univision.

### Siempre En Dormingo
Es una parodia del famoso programa de televisión mexicana Siempre en Domingo, dirigido por Raúl Velasco.

### Destilando Alcohol
Es una parodia de la telenovela Destilando Amor.

### Reverde
Es una parodia de la telenovela Rebelde del grupo RBD.

### El Hombre qué Araña
Es una parodia de Spiderman de Marvel aparece de Ecoloco.

### La Familia P.Rucha
Es una parodia de La Familia P.Luche cuando junior durmio con S y Z el año 2007 y aparece el 2019.

### Luis Miguel
Es una parodia de Luis Miguel: La Serie, emitida por Netflix. Aquí se parodian gran parte de los episodios de esta serie y la relación que existía entre Luis Miguel y Luisito Rey. Fue el segmento más popular del programa durante la temporada 2018 - 2020. En un episodio, Jorge"El Burro"Van Rankin (interpretado por Alexis Ortega en la serie original) se interpretó a sí mismo dentro de la parodia.

### La Parodia eeeeeeen Punto
Es una parodia de En Punto con Denisse Maeker a las 10:30 de la Noche en Noticieros Televisa.

### El Tubo del Tiempo
Doña Margara Francisca (Eduardo España) y Cuico (Claudio Herrera) viajan a través del tiempo debido a un accidente provocado por el Indio Brayan (Hugo Alcántara), que causó que ambos entraran en la televisión en el puesto de garnachas de Doña Margara e hicieran varios viajes a través de la historia. Entre los viajes que han hecho están dentro de El Jorobado de Notre Dame o en la Segunda Guerra Mundial Basada la Película de Volver al Futuro de Michael J. Fox.

### La Risa de Guadalupe
Es una parodia de La Rosa de Guadalupe.

### La Mañanera
Es una parodia a la Conferencia de Prensa Matutina del presidente Andrés Manuel López Obrador, interpretado por Christian Ahumada.

## Premios y reconocimientos

### Premios TVyNovelas

#### Premios y nominaciones a la producción del programa
| Año  | Categoría                            | Resultado |
| ---- | ------------------------------------ | --------- |
| 2020 | Mejor programa de comedia            | Nominado  |
| 2019 | Mejor programa de comedia            | Nominado  |
| 2007 | Mejor programa de variedad o musical | Ganador   |
| 2006 | Mejor programa de variedad o musical | Ganador   |
| 2005 | Mejor programa de variedad o musical | Ganador   |
| 2003 | Mejor programa de comedia            | Ganador   |

#### Premios y nominaciones a los actores cómicos
| Año  | Categoría                              | Persona                | Resultado |
| ---- | -------------------------------------- | ---------------------- | --------- |
| 2007 | Mejor estrella masculina de la comedia | Arath de la Torre      | Ganador   |
| 2007 | Mejor estrella masculina de la comedia | Freddy y Germán Ortega | Nominados |
| 2007 | Mejor estrella femenina de la comedia  | Roxana Castellanos     | Nominada  |
| 2003 | Mejor actriz de comedia                | Angélica Vale          | Ganadora  |
| 2003 | Mejor actor de comedia revelación      | Arath de la Torre      | Ganador   |